# Texxcoco
Pour la ville mexicaine, voir Texcoco.
 (mars 2019).
Texxcoco est un groupe de rock espagnol, originaire de Las Palmas de Gran Canaria. Formé en 2015, le groupe comprend Adriana Moscoso (guitare, chant), Joshua Delgado (basse), Cristian Muñoz (batterie) et Héctor Pérez (guitare). Ils comptent deux EP (Blu et Psychonaut), et un album studio, Disorder.

## Biographie
Le groupe est formé à Las Palmas de Gran Canaria en 2015. Il comprend Adriana Moscoso (guitare, chant), Joshua Delgado (basse), Cristian Muñoz (batterie) et Héctor Pérez (guitare). Ils comptent deux EP (Blu et Psychonaut), et un album studio, Disorder. Le nom du groupe s'inspire d'un lieu situé au Mexique, Tenochtitlan, une ville aztèque. Inspiré par le psychédélisme et le surf, le groupe publie un premier EP, Blu, au label Clifford Records, en novembre 2015, qui est bien accueilli par la presse. 
Le 17 novembre 2016, ils jouent à la sala Boite avec les groupes locaux Los Vinagres et Solo Astra. Le 10 décembre 2016, ils sont annoncés à la sala Maravillas avec His Majesty The King et No Crafts.
Au début de 2018, le groupe publie un clip du single Velvet Love sur YouTube. Le clip est cependant visée par la censure à cause de son contenu jugé politique et sexuel par le site web,,. Cette même année, le groupe publie son premier album, Disorder, au label Subterfuge Records, qui comprend le morceau Velvet Love. L'album est très remarqué par la presse nationale,,,. Le titre s'inspire des Velvet Underground, groupe américain des années 1970. En juillet, ils sont annoncés en octobre à Madrid en soutien à leur album.

## Membres
- Adriana Moscoso - chant, guitare
- Joshua Delgado "Yosuda"- guitare basse
- Cristian Muñoz - batterie
- Héctor Pérez - guitare

## Discographie

### Albums studio
- 2018 : Disorder

### EP
- 2015 : Blu
- 2016 : Psychonaut

### Singles
- 2017 : The Other
- 2017 : Lucifernando
- 2018 : Velvet Love
- 2018 : No Beach